# Església de Sant Miquel d'Alcover
Església de Sant Miquel d'Alcover és un monument del municipi d'Alcover protegit com a bé cultural d'interès local.

## Descripció
L'església està situada a l'interior del cementiri d'Alcover. És de planta rectangular, amb coberta a dues vessants. Té porta d'accés lateral d'arc de mig punt amb dovelles de pedra. A l'interior es poden veure cinc arcs apuntats i un sisè d'amagat en el mur de tancament.

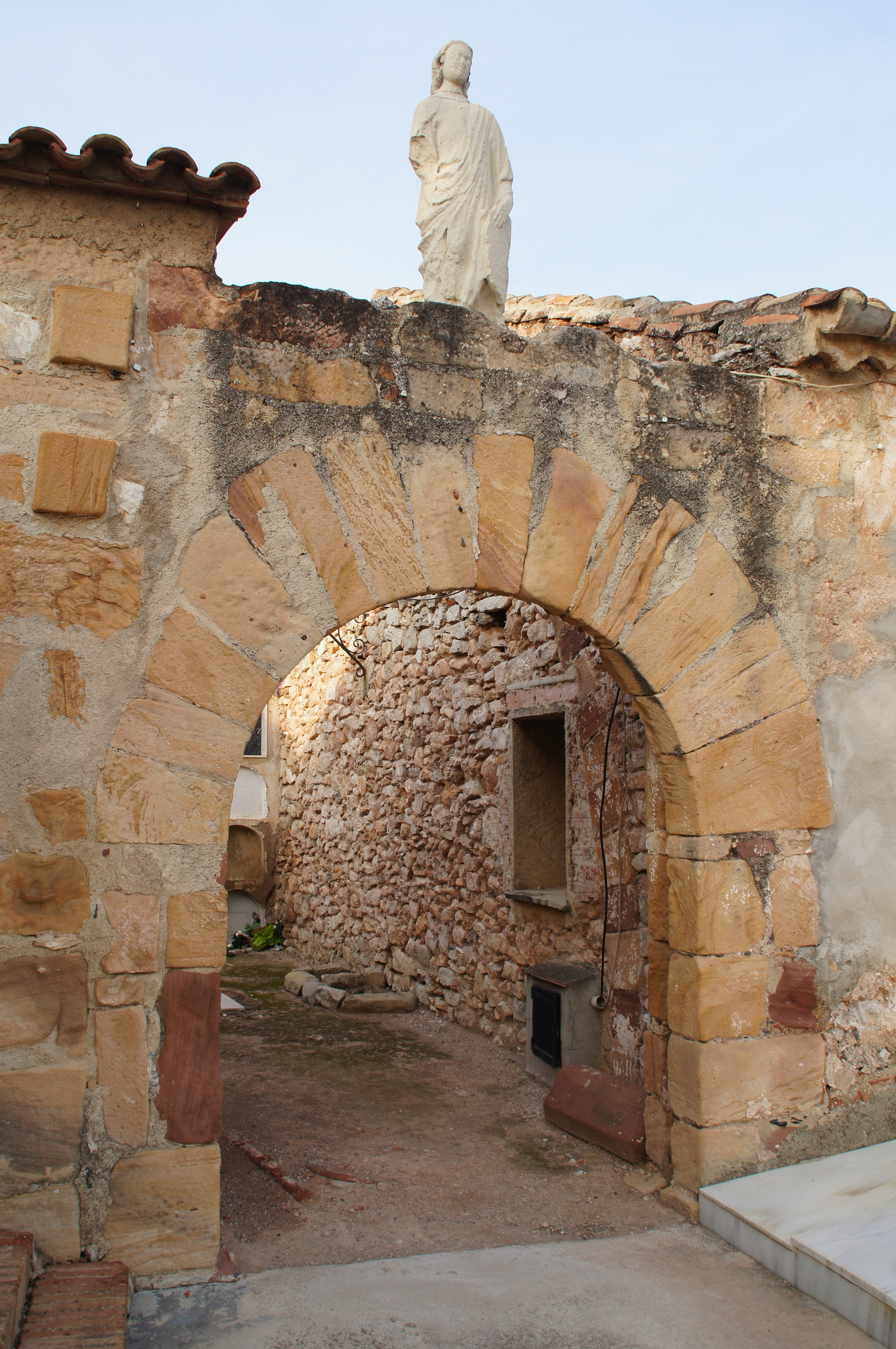
Primera porta

De la part de l'antiga església que va quedar com a cementiri, se'n conserven els murs i la primera porta, d'arc de mig punt. A la part superior d'aquesta es troba la imatge de Sant Miquel. Encara resta en peu la paret de la façana frontal, amb una obertura atrompetada. Aquesta part forma un petit recinte amb nínxols integrats als murs de l'església.

## Història
L'origen d'aquesta primera església d'Alcover no es coneix amb exactitud, si bé apareix documentada des del 1154 i se sap que el 1166 es convertí en parròquia. La irregularitat d'aquesta construcció fa difícil una lectura d'estils i d'etapes. Hi ha diverses hipòtesis, però actualment sembla acceptada la que planteja l'existència inicial d'una església romànica, de 26,85m. de llargada per 11,00m. d'amplada. En fer-se la muralla, l'església quedà fora del clos. En una moment determinat va esfondrar-se, i fou, vers el segle xv, reconstruïda en part amb sis arcs gòtics de suport, mentre l'altra part, sense sostre, es va utilitzar com a cementiri. Actualment ha quedat totalment integrada dins el fossar.